# Hồng Thái, Bình Gia
Hồng Thái là một xã thuộc huyện Bình Gia, tỉnh Lạng Sơn, Việt Nam.
Xã Hồng Thái có diện tích 38,42 km², dân số năm 1999 là 2.711 người, mật độ dân số đạt 71 người/km².
Theo thống kê năm 2019, xã Hồng Thái có diện tích 38,42 km², dân số là 2.556 người, mật độ dân số đạt 67 người/km².